# Rover (GPS-mottagare)

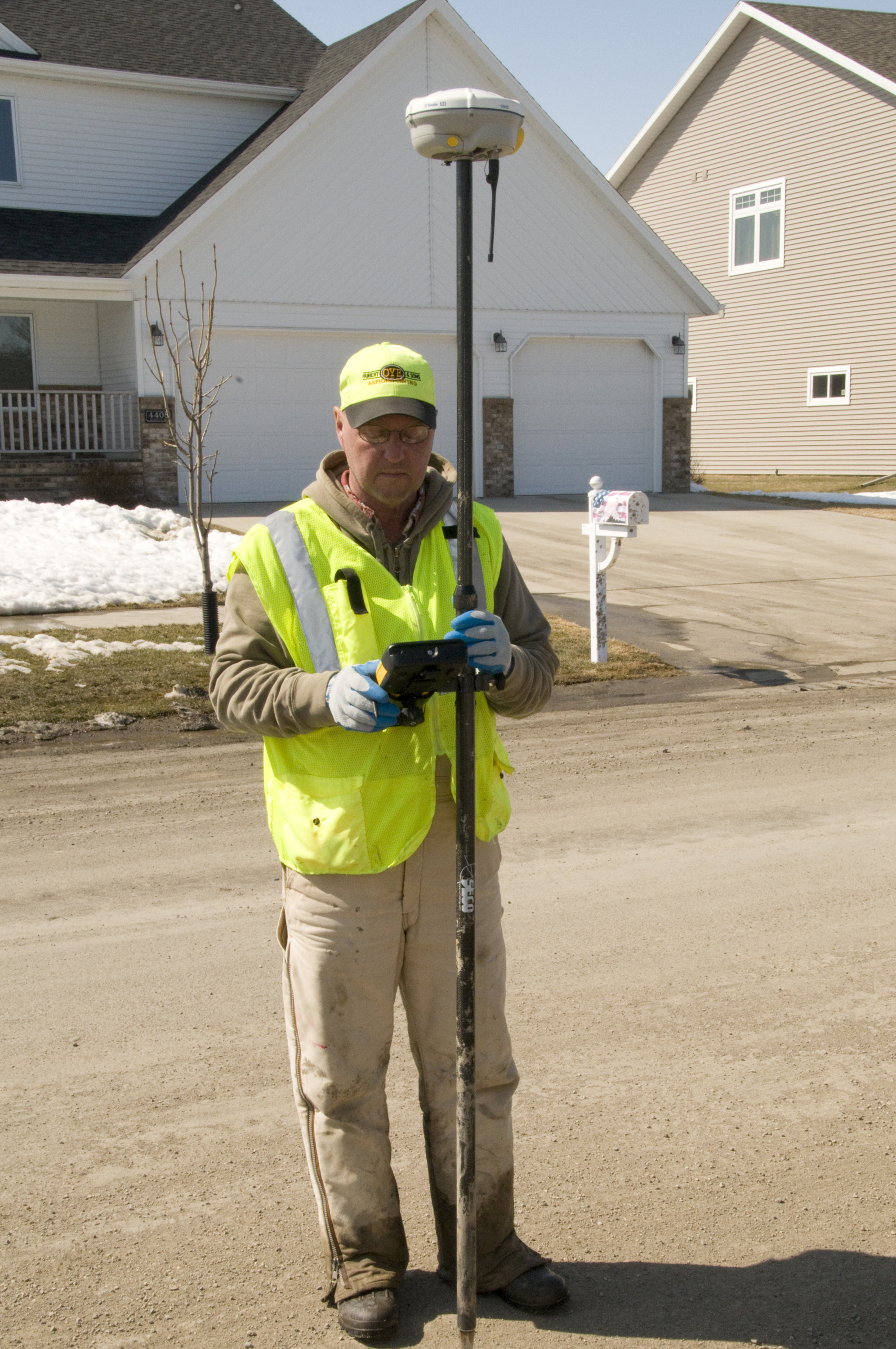
En rover i användning.

En rover (engelska) är en GPS-mottagare vars noggrannhet förbättrats med hjälp av korrektioner från en eller flera referensstationer, det vill säga GPS-mottagare på kända punkter.

## Uppbyggnad
En rover består i regel av en stång med en spetsig ände nedåt, en GPS-antenn i överänden och en handdator, ofta fastsatt på stången.  Nyare system har ofta GPS-mottagaren inbyggd i samma hölje som GPS-antennen, medan äldre system ofta har en separat mottagare, ibland i en ryggsäck.  Utöver mottagaren för GPS-signalerna finns även en mottagare för korrektionerna, ibland kan den vara en inbyggd GSM-telefon som får korrektionerna genom en GPRS-uppkoppling. Andra sätt att få korrektionerna kan till exempel vara över Internet via ett 3G-modem eller över radio.

## System för korrektioner
De system en rover kan vara en del av är DGPS, RTK och nätverks-RTK.
Det gemensamma med de olika systemen är att de använder så kallad relativ mätning, det vill säga att man jämför de koordinater man får från den GPS-mottagare man har med sig, rovern, med koordinater från en eller fler GPS-mottagare på kända punkter, så kallade referensstationer.  Genom att man ställer referensstationerna på punkter med kända koordinater, och genom att alla mottagarna utsätts för i princip samma felkällor, kan man mäta roverns läge ungefär lika noga som man känner referensstationernas lägen.  Det återstående felet är i huvudsak beroende av avståndet mellan rovern och referensstationerna.
Skillnaden mellan de olika systemen man använder ligger i hur man mäter sina koordinater genom informationen i de olika GPS-signalerna och den noggrannhet man kan mäta med på de olika sätten.

### Kort om GPS-signalerna
Som GPS-systemet ser ut idag (2010) sänds signalerna på två frekvenser, bärvågor, L1 och L2, som sänder varsin information, kod.  Koden på L1 är öppen och används i civila GPS-mottagare, medan koden på L2 är militär och är krypterad.
Det som skiljer många av de mottagare som används för geodetisk mätning, från vanliga civila mottagare, är att de även kan ta emot frekvensen L2. De kan dock inte läsa den krypterade koden, men genom att utnyttja att L1 och L2 drabbas på olika sätt av en felkällorna kan man räkna bort en del av det felet. Så småningom kommer man även att kunna använda en ny frekvens, L5, med en öppen kod, som påtagligt kommer att öka mottagarnas noggrannhet.

### DGPS
DGPS-mätning är den äldre av de tre metoderna och använder två enklare mottagare som bara tar emot frekvensen L1. Fördelen är att mottagaren blir billigare, medan nackdelen är att noggrannheten minskar. Man behöver dock inte alltid hög noggrannhet.

### RTK
Vid RTK-mätning används två mottagare som kan ta emot både L1 och L2 och noggrannheten ökar på så sätt en hel del. Ökar gör tyvärr också priset på mottagarna. Ibland räcker dock inte noggrannheten man kan få med en DGPS-mottagare.

### Nätverks-RTK
Vid mätning med nätverks-RTK används liksom vid RTK mottagare som kan ta emot både L1 och L2.  Skillnaden är att man nu inte har en egen referensstation utan att man använder ett nät av referensstationer genom att koppla upp sig till en server som levererar korrektionerna.  Det räcker på så sätt med bara en mottagare, men i stället kostar i regel uppkopplingen till servern.
I många länder har någon form av RTK-nät kommit att komplettera de nationella stomnäten. I Sverige finns bland annat SWEPOS-nätet som sköts av Lantmäteriet.